# Ligulidae
Ligulidae är en familj av plattmaskar. Ligulidae ingår i ordningen Eucestoda, klassen Neodermata, fylumet plattmaskar och riket djur.